# Ngọn hải đăng Gąski

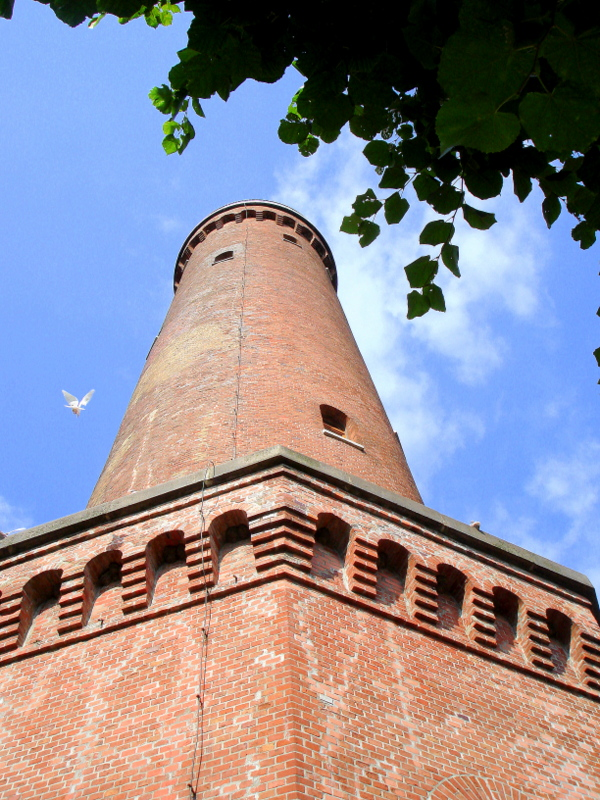

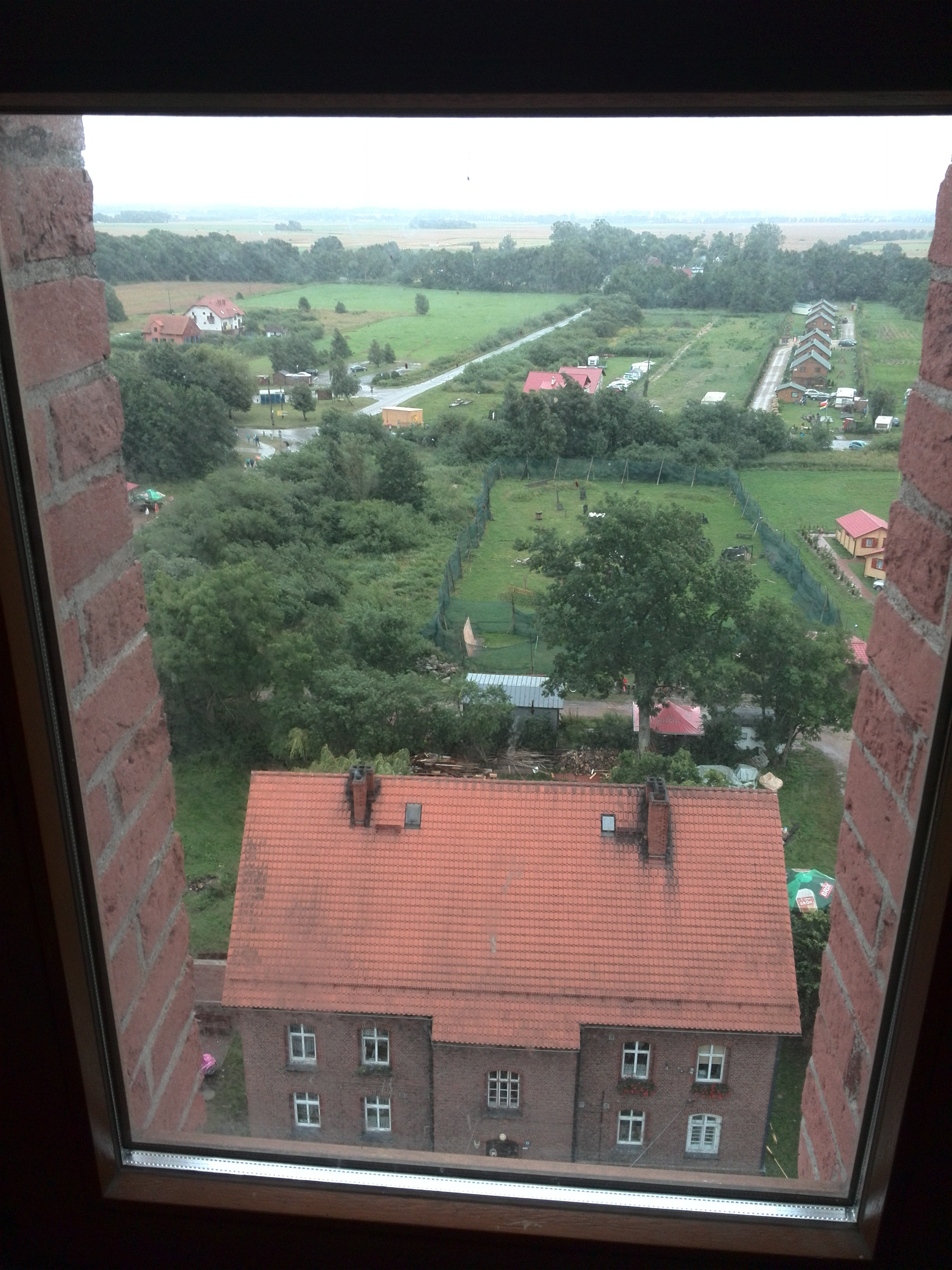
Nhìn từ cửa sổ bên trong ngọn hải đăng

Ngọn hải đăng Gąski - ngọn hải đăng trên bờ biển Słowiński, trên biển Baltic, nằm trong tỉnh Zachodniopomorskie, huyện Koszalin, xã Mielno, ở làng Gąski, Ba Lan.
Ngọn hải đăng nằm giữa ngọn hải đăng ở Kołobrzeg (khoảng 22 km về phía tây) và ngọn hải đăng ở Darłowo (khoảng 40 km về phía đông).

## Thông tin chung
Ngọn hải đăng được quản lý bởi Văn phòng Hàng hải ở Słupsk và mở cửa cho du khách tham quan.
Ngọn hải đăng Gąski được coi là biên giới của vịnh Pomeranian. Vùng biển phía đông của ngọn hải đăng thuộc về Lưu vực Bornholm (Lưu vực Đông Moravian) và về phía tây của Vịnh Pomeranian.
Tổ hợp ngọn hải đăng, bao gồm ngọn hải đăng, nhà của những người giữ đèn, chuồng trại, tòa nhà chăn nuôi, hàng rào và tường đã được đưa vào sổ đăng ký di tích  quốc gia và được bảo vệ.
Có một trong 11 trạm bờ trên bờ biển Ba Lan thuộc hệ thống nhận dạng tự động AIS-PL của Ủy ban bảo vệ môi trường biển Baltic- HELCOM, cho phép giám sát tự động lưu lượng tàu trong khu vực ven biển. Ăng-ten của trạm ở Gąski cao 50 m .

## Thông số kỹ thuật
- Chiều cao của tháp: 49,80 m
- Chiều cao của ngọn đèn: 51,10 m so với mực nước biển
- Phạm vi ánh sáng: 23,50 hải lý (43,522 km)
- Đặc điểm ánh sáng: không liên tục [4]
  - Thời gian: 15,0 giây
  - Nghỉ: 1,2 giây
  - Ánh sáng: 2,5 giây
  - Nghỉ: 1,2 giây
  - Ánh sáng: 2,5 giây
  - Nghỉ: 1,2 giây
  - Ánh sáng: 6,4 giây

Được trang bị số nhận dạng hàng hải AIS  MMSI 2614500 

## Lịch sử
Ngọn hải đăng được xây dựng vào những năm 1876-1878 . Đáng chú ý là các vật liệu để xây dựng ngọn hải đăng này đã được vận chuyển bằng tàu và được bốc dỡ trên một sân được xây dựng đặc biệt. Dưới đỉnh vòm trong ngọn hải đăng ban đầu là thấu kính Fresnel. Theo tài liệu từ năm 1927, ánh sáng được cung cấp bởi điện và thiết bị cầu vòng, có thể điều chỉnh bằng cơ chế đồng hồ quả lắc để duy trì các đặc tính ánh sáng, đã được lắp đặt điều hướng. Nó được tái hoạt động sau Thế chiến thứ hai vào năm 1948. Hiện tại, ống kính vòng và nòng với bóng đèn sợi đốt 1500 W được đặt ở phần bên.

## Du lịch
Gần ngọn hải đăng có một nút của những con đường du lịch được đánh dấu:
Đường mòn đi bộ:
- Tuyến đường ven biển
- Đường mòn EV10 quanh biển Baltic

Tuyến đường xe đạp:
- liên_kết= Đường mòn xe đạp Palace

## Sự thật thú vị
Ngọn hải đăng đã được trình bày trên tem bưu chính Ba Lan với số danh mục 4094, được phát hành bởi Poczta Polska lưu hành từ ngày 29 tháng 5 năm 2006.
Một cầu thang 190 độ dẫn đến tầng quan sát trên đỉnh ngọn hải đăng .